# Manuel Mascarenhas, capitão de Arzila
D. Manuel Mascarenhas (c. 1480- 1546) Comendador do Rosmaninhal (Ordem de Cristo), Capitão de Arzila.

## Genealogia
D. Manuel era filho de D. Fernão Martins Mascarenhas, 1° senhor de Lavra e Estepa, Comendador de Almodovar (Ordem de Santiago), Alcaide-mor de Montemor-o-Novo e Alcácer do Sal, Capitão de Ginetes de D. João II, e de D. Violante Henriques. Era irmão do 6° vice-rei da Índia, D. Pedro Mascarenhas. Um dos seus cunhados era D. João Coutinho, que o precedeu na capitania de Arzila (casado com sua irmã D. Leonor Henriques).
Casou ele com D. Luísa (ou Leonor) Henriques (filha de Francisco Palha, alcaide-mor de Fronteira), com quem teve 4 filhos: D. Fernando, D. Francisco, Capitão de Ormuz, D. Vasco e D. Beatriz (ou Isabel).

## Capitão de Arzila
Depois da partida de D. João Coutinho, em 7 de Outubro de 1538, D. Manuel tomou o governo de Arzila.
Apesar da pazes assinadas esse mesmo ano por D. João com o rei de Fez Mulei Hamete, as lutas continuavam entre os mouros e os portugueses. Por isso em 1543, o rei de Fez declarou as pazes "rôtas".
Em 14 de Novembro de 1543, D. Manuel com D. João de Meneses, capitão de Tânger, passaram o rio de Larache, e tomaram a aldeia de Alhaute, e Buxarém. António da Silveira já tinha tentado a mesma coisa, por duas ocasiões, quando era capitão, mas nunca com exito. Trouxeram "2000 cabeças de gado vacum e muitas éguas e poltros, cativaram 162 almas e mataram cerca de 200.
Em 15 de Maio de 1545 D. Manuel, mais uma vez com D. João de Meneses, faz uma entrada ao campo de Alcácer, aldeia de Bugiham. Aí fazem muita presa de gado, mas à volta são perseguidos pelos mouros, e D. João decide de "voltar contra eles". Foi com D. Jorge da Silva, que estava por fronteiro em Arzila. Os portugueses conseguiram vencer os mouros mas D. João foi derrubado e D. Jorge morto.
Nesse mesmo ano D. Manuel renova as pazes com o rei de Fez, mas tal como as pazes de 1538, nunca foram cumpridas, "os alcaides de Tetuão e Xexuão continuaram a não as acatar, e o de Alcácer, com o favor dos Xerifes, também as não respeitava.
Provavelmente doente D. Manuel partiu no fim desse mesmo ano de 1545, para Portugal, sendo substituído pouco mais tarde por D. Francisco Coutinho, filho de D. João.
Morreu o ano seguinte, ou pelos menos uma carta de cavaleiro da chancelaria de D. João III, datada de 30 de Julho de 1546, fala dele como já falecido.